# Morti nel 2008/Agosto
| Questa pagina contiene informazioni ricavate automaticamente dalle voci biografiche con l'ausilio del template Bio e di un bot. L'aggiornamento è periodico e automatico e ricostruisce completamente la pagina. Se manca una persona in questa lista, sei pregato di non aggiungerla, ma accertati piuttosto che la sua voce biografica contenga il template Bio e che i dati anagrafici siano correttamente compilati. Se il template Bio manca, inseriscilo tu stesso o, in alternativa, metti l'avviso {{tmp\|Bio}} che ne segnala la mancanza. Se i dati riportati sono sbagliati, correggi direttamente la voce biografica; le modifiche saranno visibili in questa lista entro pochi giorni. Per chiarimenti vedi il progetto biografie. La lista contiene solo le 148 persone che sono citate nell'enciclopedia e per le quali è stato implementato correttamente il template Bio. Pagina aggiornata al 10 ago 2025. |

- 1º agosto - Carlos Aponte, calciatore colombiano (n. 1939)
- 1º agosto - Carlo Belloni, calciatore italiano (n. 1929)
- 1º agosto - Guido Santin, canottiere italiano (n. 1911)
- 1º agosto - Johnny Simmons, cestista e giocatore di baseball statunitense (n. 1924)
- 1º agosto - Tiziano Triani, pittore italiano (n. 1926)
- 2 agosto - Afonso de Azevedo Évora, cestista brasiliano (n. 1918)
- 2 agosto - Fujio Akatsuka, fumettista e comico giapponese (n. 1935)
- 2 agosto - Gino Birindelli, ammiraglio e politico italiano (n. 1911)
- 2 agosto - Gianni De Rosa, calciatore italiano (n. 1956)
- 2 agosto - Charles H. Gray, attore statunitense (n. 1921)
- 2 agosto - Meherban Karim, alpinista pakistano (n. 1979)
- 3 agosto - Anton Allemann, calciatore svizzero (n. 1936)
- 3 agosto - Giorgio Careri, fisico italiano (n. 1922)
- 3 agosto - Jeffrey S. Medkeff, astronomo statunitense (n. 1968)
- 3 agosto - Aleksandr Isaevič Solženicyn, scrittore, filosofo e storico sovietico (n. 1918)
- 4 agosto - Maria Luisa Cassanmagnago Cerretti, politica italiana (n. 1929)
- 4 agosto - Benito Di Bella, baritono italiano (n. 1940)
- 4 agosto - Laura Diaz, politica italiana (n. 1920)
- 4 agosto - Craig Jones, pilota motociclistico britannico (n. 1985)
- 4 agosto - Sergio Maciel, calciatore argentino (n. 1965)
- 4 agosto - Johny Thio, calciatore belga (n. 1944)
- 5 agosto - Neil Bartlett, chimico britannico (n. 1932)
- 5 agosto - Aldo Busatti, critico letterario italiano (n. 1921)
- 5 agosto - Eva Pflug, attrice e doppiatrice tedesca (n. 1929)
- 5 agosto - Nicola Rescigno, direttore d'orchestra statunitense (n. 1916)
- 6 agosto - Attilio Corsini, attore, regista e drammaturgo italiano (n. 1945)
- 6 agosto - Renzo De Alexandris, pittore italiano (n. 1914)
- 6 agosto - Affonso Felippe Gregory, vescovo cattolico brasiliano (n. 1930)
- 6 agosto - Jennifer Hilary, attrice cinematografica e attrice teatrale britannica (n. 1942)
- 6 agosto - Jud Taylor, attore, regista televisivo e produttore televisivo statunitense (n. 1932)
- 7 agosto - Léon De Lathouwer, ciclista su strada belga (n. 1929)
- 7 agosto - Simon Gray, drammaturgo, scrittore e sceneggiatore britannico (n. 1936)
- 7 agosto - Ralph Klein, cestista e allenatore di pallacanestro israeliano (n. 1931)
- 7 agosto - Andrea Pininfarina, imprenditore italiano (n. 1957)
- 8 agosto - Giacinto Bonacquisti, regista e sceneggiatore italiano (n. 1937)
- 8 agosto - Antonio Gava, politico italiano (n. 1930)
- 8 agosto - Irene Krause, cestista tedesca (n. 1940)
- 8 agosto - Sieglinda di Lippe, principessa tedesca (n. 1915)
- 8 agosto - Eleo Pomare, coreografo colombiano (n. 1937)
- 9 agosto - John P. Costas, ingegnere statunitense (n. 1923)
- 9 agosto - Mahmoud Darwish, poeta, scrittore e giornalista palestinese (n. 1941)
- 9 agosto - Bernie Mac, comico, cabarettista e attore statunitense (n. 1957)
- 9 agosto - Enrico Martellini, dirigente sportivo italiano (n. 1923)
- 9 agosto - Yodrak Salakjai, cantante e attore thailandese (n. 1956)
- 10 agosto - Isaac Hayes, cantante, compositore e attore statunitense (n. 1942)
- 10 agosto - Rosario Spatola, mafioso e collaboratore di giustizia italiano (n. 1949)
- 11 agosto - John Bull, astronauta statunitense (n. 1934)
- 11 agosto - Anatolij Chrapatyj, sollevatore sovietico (n. 1963)
- 11 agosto - Mario Feliciani, attore e doppiatore italiano (n. 1918)
- 11 agosto - George Furth, librettista, drammaturgo e attore statunitense (n. 1932)
- 11 agosto - Fred Sinowatz, politico austriaco (n. 1929)
- 11 agosto - Ezio Tettamanti, calciatore italiano (n. 1938)
- 12 agosto - Michael Baxandall, storico dell'arte britannico (n. 1933)
- 12 agosto - Sergio Ferrero, scrittore italiano (n. 1926)
- 12 agosto - Vilma Jamnická, attrice slovacca (n. 1906)
- 12 agosto - Manlio Muccini, dirigente sportivo e calciatore italiano (n. 1940)
- 12 agosto - John Ryan, calciatore scozzese (n. 1930)
- 12 agosto - Franco Sibilla, vescovo cattolico italiano (n. 1923)
- 12 agosto - Bettina Spier, attrice e doppiatrice tedesca (n. 1960)
- 13 agosto - Sandy Allen, statunitense (n. 1955)
- 13 agosto - Henri Cartan, matematico francese (n. 1904)
- 13 agosto - Gaston Dron, pistard francese (n. 1924)
- 13 agosto - Missy, attrice pornografica e regista statunitense (n. 1967)
- 13 agosto - Dino Toso, ingegnere italiano (n. 1969)
- 13 agosto - Oronzo Valentini, giornalista italiano (n. 1922)
- 13 agosto - Livia Venturini, attrice italiana (n. 1926)
- 14 agosto - Seiji Aochi, saltatore con gli sci giapponese (n. 1942)
- 14 agosto - Bakir Farchutdinov, sollevatore sovietico (n. 1925)
- 14 agosto - Lita Roza, cantante inglese (n. 1926)
- 15 agosto - Emilio Gagliardo, matematico italiano (n. 1930)
- 15 agosto - Carlos Meglia, fumettista e illustratore argentino (n. 1957)
- 15 agosto - Vic Toweel, pugile sudafricano (n. 1928)
- 15 agosto - Jerry Wexler, giornalista e produttore discografico statunitense (n. 1917)
- 16 agosto - Dorival Caymmi, musicista e cantante brasiliano (n. 1914)
- 16 agosto - Roberta Collins, attrice statunitense (n. 1944)
- 16 agosto - Ronnie Drew, cantante e musicista irlandese (n. 1934)
- 16 agosto - Wilhelm Egger, vescovo cattolico italiano (n. 1940)
- 16 agosto - Masanobu Fukuoka, botanico e filosofo giapponese (n. 1913)
- 16 agosto - Elena Leușteanu, ginnasta rumena (n. 1935)
- 17 agosto - Willi Billmann, calciatore tedesco (n. 1911)
- 17 agosto - John Michael King, attore teatrale statunitense (n. 1926)
- 17 agosto - Franco Sensi, imprenditore, dirigente sportivo e politico italiano (n. 1926)
- 18 agosto - Pierpaolo Meccariello, storico italiano (n. 1932)
- 18 agosto - Antonio Scaccabarozzi, pittore italiano (n. 1936)
- 18 agosto - Luigi Socini Guelfi, politico italiano (n. 1906)
- 19 agosto - Alessandro Boris Amisich, musicista italiano (n. 1959)
- 19 agosto - Julius Carry, attore statunitense (n. 1952)
- 19 agosto - Marguerite Empey, attrice e modella statunitense (n. 1932)
- 19 agosto - Mina Mezzadri, regista teatrale e drammaturga italiana (n. 1926)
- 19 agosto - Levy Mwanawasa, politico zambiano (n. 1948)
- 19 agosto - Giorgio Oppo, giurista italiano (n. 1916)
- 19 agosto - Giuliana Donati Petténi, saggista e scrittrice italiana (n. 1922)
- 20 agosto - Mario Bertok, scacchista e giornalista croato (n. 1929)
- 20 agosto - Marshall Brown, cestista, giocatore di baseball e allenatore di pallacanestro statunitense (n. 1918)
- 20 agosto - Tony Duvert, scrittore e giornalista francese (n. 1945)
- 20 agosto - Larry Hennessy, cestista e allenatore di pallacanestro statunitense (n. 1929)
- 20 agosto - Hua Guofeng, politico cinese (n. 1921)
- 20 agosto - Edward Jaworski, pallanuotista statunitense (n. 1926)
- 20 agosto - Locke Olson, cestista statunitense (n. 1926)
- 20 agosto - Tino Sangiglio, dirigente pubblico, scrittore e poeta italiano (n. 1937)
- 20 agosto - Stephanie Tubbs Jones, politica statunitense (n. 1949)
- 20 agosto - Gene Upshaw, giocatore di football americano statunitense (n. 1945)
- 21 agosto - Corcel Blair, calciatore giamaicano (n. 1950)
- 21 agosto - Fred Crane, attore e conduttore radiofonico statunitense (n. 1918)
- 21 agosto - Giuseppe Costantino Dragan, imprenditore e economista rumeno (n. 1917)
- 21 agosto - Jerry Finn, produttore discografico statunitense (n. 1969)
- 21 agosto - Luigi Santa Maria, orientalista e linguista italiano (n. 1919)
- 21 agosto - Ágústa Þorsteinsdóttir, nuotatrice islandese (n. 1942)
- 22 agosto - Maria Luisa Aguirre D'Amico, scrittrice e traduttrice italiana (n. 1925)
- 22 agosto - Jeff MacKay, attore statunitense (n. 1948)
- 22 agosto - Robert Pintenat, calciatore e allenatore di calcio francese (n. 1948)
- 23 agosto - Jimmy Cleveland, trombonista statunitense (n. 1926)
- 23 agosto - Peter Quinn, vescovo cattolico australiano (n. 1928)
- 23 agosto - Art Tyler, bobbista statunitense (n. 1915)
- 23 agosto - Thomas Huckle Weller, biologo statunitense (n. 1915)
- 24 agosto - Oscar Botto, orientalista, storico delle religioni e indologo italiano (n. 1922)
- 24 agosto - Josef Marx, calciatore tedesco (n. 1934)
- 24 agosto - Tad Mosel, drammaturgo e sceneggiatore statunitense (n. 1922)
- 24 agosto - Ettore Tibaldi, zoologo, etologo e ambientalista italiano (n. 1943)
- 25 agosto - Marpessa Dawn, attrice statunitense (n. 1934)
- 25 agosto - Kevin Duckworth, cestista statunitense (n. 1964)
- 25 agosto - Barbara Freking, attrice e modella statunitense (n. 1920)
- 25 agosto - Franco Martinelli, calciatore italiano (n. 1929)
- 25 agosto - Randa Chahal Sabag, regista e sceneggiatrice libanese (n. 1953)
- 25 agosto - Josef Tal, compositore israeliano (n. 1910)
- 25 agosto - Mario Tortul, calciatore e allenatore di calcio italiano (n. 1931)
- 26 agosto - Mohamed Khedis, calciatore algerino (n. 1952)
- 26 agosto - Moisés Matias de Andrade, allenatore di calcio e calciatore brasiliano (n. 1948)
- 26 agosto - Giuseppe Scarpat, latinista, biblista e editore italiano (n. 1920)
- 27 agosto - Nuritdin Muchitdinov, politico e diplomatico sovietico (n. 1917)
- 28 agosto - Opal Bogard, cestista statunitense (n. 1942)
- 28 agosto - Roy Ciccolini, attore italiano (n. 1938)
- 28 agosto - Phil Hill, pilota automobilistico statunitense (n. 1927)
- 28 agosto - Alain Levent, direttore della fotografia e regista francese (n. 1934)
- 28 agosto - Francesco Pantaleoni, calciatore italiano (n. 1929)
- 28 agosto - Luciana Stegagno Picchio, filologa italiana (n. 1920)
- 29 agosto - Zacarías Fiorio, cestista paraguaiano (n. 1931)
- 29 agosto - Heinz Wewers, allenatore di calcio e calciatore tedesco-occidentale (n. 1927)
- 30 agosto - Pasquale Africano, personaggio televisivo e attore italiano (n. 1944)
- 30 agosto - Guy David, allenatore di calcio e calciatore francese (n. 1947)
- 30 agosto - Killer Kowalski, wrestler canadese (n. 1926)
- 30 agosto - Enzo Loni, calciatore italiano (n. 1920)
- 30 agosto - Dante Rossi, politico e sindacalista italiano (n. 1919)
- 30 agosto - Ernesto Segura de Luna, dirigente sportivo e avvocato spagnolo (n. 1922)
- 31 agosto - Manuel Mestre, calciatore e allenatore di calcio spagnolo (n. 1935)
- 31 agosto - Karl Nicolussi-Leck, militare (n. 1917)
- 31 agosto - Ennio Presutti, dirigente d'azienda italiano (n. 1931)
- 31 agosto - Albert Sing, allenatore di calcio e calciatore tedesco (n. 1917)